# 2010: Одиссея Два
«2010: Одиссея Два» (англ. 2010: Odyssey Two) — роман Артура Кларка, написан в 1982 году. Является второй частью тетралогии «Монолит» («Космическая одиссея»).

## Сюжет
Прошло девять лет после событий, описанных в первой книге «2001: Космическая одиссея». Космический корабль «Алексей Леонов» с советско-американским экипажем на борту отправляется на Юпитер, чтобы разгадать тайну космического корабля «Дискавери», оставленного на орбите планеты. Для этого командиру и членам звёздного экипажа предстоит вновь активировать выведенный из строя компьютерный мозг HAL 9000, который явился одной из причин провала первой экспедиции. Также оказывается, что на пути к системе Юпитера советско-американскую экспедицию обгоняет китайский корабль «Цянь», который открывает жизнь на спутнике Юпитера Европе, но гибнет ещё до прибытия «Леонова».
Советские и американские космонавты оживляют «Дискавери» и продолжают изучать Юпитер. Дэвид Боумен, превратившись в нематериальный разум, возвращается в систему Юпитера. По просьбе своих повелителей он исследует жизнь, зародившуюся в облаках Юпитера и океанах Европы. Перспективы есть только у Европы, и тогда внеземной разум превращает Юпитер в звезду, чтобы дать новой расе источник тепла и света.
Заблаговременно предупреждённые Боуменом земляне успевают отправиться обратно на Землю. Внеземной разум, зажёгший новую звезду, отдал землянам во владение Солнечную систему со словами «Все эти миры ваши, кроме Европы. Не пытайтесь высадиться на неё».

### Эпилог романа
Роман заканчивается кратким эпилогом, действие которого происходит в очень далёкое будущее в 20,001 году нашей эры. Через 17,000 лет после событий последнего романа «3001: Последняя одиссея» (1997). 
К этому времени европеанцы превратились в вид, развивший примитивную цивилизацию, скорее всего, с помощью Монолита. Они не описаны подробно, хотя говорят, что у них есть конечности, похожие на «усики». Они считают звезду Люцифер (ранее планету Юпитер) своим главным солнцем, называя Солнце «Холодным Солнцем». Хотя их поселения сосредоточены в основном в полушарии Европы, которое постоянно купается в лучах Люцифера, некоторые европеанцы в последних поколениях начали исследовать Дальнюю сторону, полушарие, обращенное от Люцифера, которое все еще покрыто льдом. Там они могут стать свидетелями ночного зрелища, неизвестного по ту сторону Европы, когда заходит Холодное Солнце.
Европейцы, которые исследуют Дальнюю сторону, внимательно наблюдают за ночным небом и начали разрабатывать мифологию, основанную на своих наблюдениях. Они справедливо полагают, что Люцифер не всегда был там. Они считают, что Холодное Солнце было его братом и было осуждено маршировать по небу за преступление. Европейцы также видят три других крупных тела в небе. Одно, кажется, постоянно охвачено огнем, а на двух других есть огни, которые постепенно распространяются. Эти три тела — луны Ио, Каллисто и Ганимед, последние два из которых в настоящее время колонизируются людьми.
Человечество пытается исследовать Европу с тех пор, как в 2010 году был создан Люцифер. Однако ни одна из этих попыток не увенчалась успехом. Каждый зонд, который пытался приземлиться на Европе, был уничтожен при приближении. Обломки каждого зонда падают на поверхность планеты, а обломки некоторых из первых уничтоженных кораблей почитаются европеанцами.
Наконец, на Луне есть Монолит, которому Европейцы поклоняются больше всего на свете. Европейцы справедливо полагают, что Монолит — это то, что держит людей в страхе. Дэйв Боумен и HAL покоятся в этом Монолите. Монолит — хранитель Европы, и он будет продолжать предотвращать контакты между людьми и Европейцами до тех пор, пока сочтет нужным.

## Отражение диссидентского движения и скандал с публикацией в СССР
Текст романа в оригинале предваряет посвящение:

Двум великим русским: генералу А. А. Леонову — космонавту, Герою Советского Союза, художнику, и академику А. Д. Сахарову — учёному, лауреату Нобелевской премии, гуманисту

Русские персонажи романа носят фамилии различных известных на Западе советских диссидентов (самого Сахарова, Анатолия Марченко, Глеба Якунина, Юрия Орлова и других), хотя и другие имена.
Первый русский перевод, выполненный М. Романенко и М. Шевелёвым, печатался в журнале «Техника — молодёжи» в 1984 году. Посвящение Сахарову из публикации исключили, первые главы были отредактированы, а перевод вдвое сокращён. Однако ни переводчики, ни редакторы не обратили внимания на то, что ряд персонажей получили от автора фамилии диссидентов. После выхода двух номеров с главами из романа главный редактор журнала Василий Захарченко был снят, его заместителю объявили строгий выговор, а публикацию продолжения прекратили. Роман был вновь напечатан в журнале в 1989—1990 годах.

## Нестыковки с первой книгой
Роман скорее является продолжением фильма Стэнли Кубрика «Космическая одиссея 2001 года», чем конкретно романа Кларка, поэтому в нём встречаются детали, которые были только в фильме. Например:
- в первой части тетралогии монолит, к которому летели люди, находился на Япете, спутнике Сатурна, но здесь он находится на орбите Юпитера, как было в фильме Кубрика;
- в начале романа упоминается, что Дэвиду Боумену пришлось покинуть капсулу без гермошлема, чтобы попасть на борт «Дискавери», когда вышедший из-под контроля HAL 9000 отказался его впустить (что тоже было в фильме Кубрика), однако в первой книге Боумен не покидал борт корабля, чтобы забрать тело Фрэнка Пула.

## Экранизация
- В 1984 году по роману был снят фильм «Космическая одиссея 2010» («2010: год вступления в контакт») режиссёра Питера Хайамса.

## Факты
В 1982 году Кларк был проездом в СССР, где встречался с космонавтом А. А. Леоновым. Кларк сообщил Леонову об идее нового романа и рассказал, что корабль, на котором люди полетят к Юпитеру, будет называться «Космонавт Алексей Леонов». Это Леонову очень понравилось, и он сказал ставшую известной фразу: «Я постараюсь быть хорошим кораблём!».